# Pristimantis onorei
Espèce
Pristimantis onorei est une espèce d'amphibiens de la famille des Craugastoridae.

## Répartition
Cette espèce est endémique d'Équateur. Elle se rencontre dans les provinces de Pichincha et de Cotopaxi.

## Description
Les mâles mesurent de 17,1 à 20,1 mm et les femelles de 20,1 à 20,5 mm.

## Étymologie
Cette espèce est nommée en l'honneur de Giovanni Onore.

## Publication originale
- Rödder & Schmitz, 2009 : Two new Pristimantis (Anura, Strabomantidae) belonging to the myersi group from the Andean slopes of Ecuador. Revue Suisse de Zoologie, vol. 116, no 2, p. 275-288 (texte intégral).